# Wilhelm Ohnesorge
Karl Wilhelm Ohnesorge (8. juni 1872 – 1. februar 1962) var en tysk, nazistisk politiker under det Det Tredje Rige. Han fungerede som rigspostminister fra 1937 til 1945.
Han blev født i Gräfenhainichen i Sachsen-Anhalt og begyndte at arbejde for det kejserlige postvæsen i 1890. Under 1. verdenskrig fungerede han som chef for posttjenesten i det kejserlige hovedkvarter. Senere studerede han fysik i Kiel og Berlin.
Han tilsluttede sig tidligt det nationalsocialistiske parti og var en god bekendt af Hitler.
Sine kvalifikationer inden for fysikken udnyttede han ved at være en drivende kraft i forsøget på at udvikle en tysk atombombe under 2. verdenskrig.
Efter krigen blev han under afnazificeringsprocessen dømt, men slap hurtigt for videre tiltale og bevarede sin pension. 
Ohnesorge døde i en alder af 89 år den 1. februar 1962 i München.